# Serge Margel
Serge Margel est un philosophe suisse, né à Genève en 1962.

## Biographie
Docteur en philosophie et en sciences des religions, Serge Margel est chercheur au Fonds national suisse de la recherche scientifique. Vivant entre Genève et Paris, il a été maître assistant des archives Husserl de Louvain, chargé de conférences à l'École des hautes études en sciences sociales. Il enseigne actuellement la philosophie à l’université de Lausanne et à la Haute école d’art et de design de Genève.
Ses travaux portent essentiellement sur les liens entre la philosophie, la théologie, la métaphysique, et sur le concept de religion dans l'histoire de l'Occident. Influencé notamment par Jacques Derrida, Serge Margel essaye de penser les fondements et l'avenir de la métaphysique dans le contexte du monde actuel et malgré les aliénations qui traversent nos sociétés et nos cultures, qu'il s'agisse des croyances, de la domination économique ou de la barbarie.

## Œuvres
- Le Tombeau du dieu artisan - sur Platon, précédé de Avances par Jacques Derrida, éditions de Minuit, 1995[2].
- Logique de la nature. Le fantôme, la technique et la mort, Galilée[3], 2000.
- Destin et liberté. La métaphysique du mal, Galilée, 2002.
- Corps et âmes. Descartes, du pouvoir des représentations aux fictions du dieu trompeur, Galilée, 2004.
- Superstition. L'anthropologie du religieux en terre de chrétienté, Galilée, 2005[4].
- Le Concept de temps. Étude sur la détermination temporelle de l'être chez Aristote, Ousia, 2005.
- Le Silence des prophètes. La falsification des Écritures et le destin de la modernité, Galilée, 2006.
- De l'imposture. Jean-Jacques Rousseau, mensonge littéraire et fiction politique, Galilée, 2007.
- Aliénation. Antonin Artaud, les généalogies hybrides, Galilée, 2008[5].
- La Force des croyances. Les religions du Livre et le destin de la modernité, éditions Hermann, 2009.
- Critique de la cruauté, ou les fondements politiques de la jouissance, éditions Belin, 2010.
- L'Avenir de la métaphysique. Lectures de Derrida, éditions Hermann, 2011.
- Les Livres de Job. Sur les fondements théologico-politiques de la souveraineté, éditions Hermann, 2012.
- La Société du spectral, Nouvelles éditions Lignes, 2012.
- Les Archives fantômes. Recherches anthropologiques sur les institutions de la culture, Nouvelles éditions Lignes, 2013.
- La mémoire du présent. Saint Augustin et l'économie temporelle de l'image, éditions Hermann, 2015[6].
- L'invention du corps de chair. Étude d'anthropologie religieuse du premier christianisme, éditions du Cerf, 2016[7].
- L’autonomie de l’œuvre d’art. Logique des surfaces et avant-gardes, Mamco, 2017.
- Les écritures du savoir. Le discours philosophique devant la question du religieux, éditions Beauchesne, 2020.
- La philosophie dans le miroir. Littérature, religion, cinéma, éditions Hermann, 2023.